# Letní den
Letní den je v meteorologické terminologii den, kdy maximální teplota dosáhne anebo překročí 25 °C. Toto vymezení je užíváno v Česku i v dalších zemích, v mezinárodní komunitě se nicméně za letní den považuje teprve den s překročením této prahové hodnoty.
Nejvíce takovýchto dnů je v subtropických a tropických oblastech. V České republice se letní dny vyskytují nejčastěji v červnu, červenci a srpnu, v nížinách se pak mohou objevit i v květnu a září (výjimečně i v dubnu a říjnu, kdy nejsou výjimkou ranní mrazy a následné překročení hranice letního dne). Nejvíce se jich vyskytuje na jižní Moravě, v polohách nad 1000 m n. m. se pak téměř nevyskytují.